# Нововасилівська селищна територіальна громада
Нововасилівська селищна територіальна громада — територіальна громада в Україні, у Мелітопольському районі Запорізької області з адміністративним центром у селищі Нововасилівка.

## Загальна інформація
Площа території — 723,1 км², населення громади — 7 596 осіб (2020).

## Історія
Створена у 2020 році, відповідно до розпорядження Кабінету Міністрів України № 713-р від 12 червня 2020 року «Про визначення адміністративних центрів та затвердження територій територіальних громад Запорізької області», шляхом об'єднання територій та населених пунктів Нововасилівської селищної, Бесідівської, Воскресенської, Ганнівської, Маківської, Новоспаської, Розівської та Федорівської сільських рад Приазовського району Запорізької області.

## Населені пункти
До складу громади увійшли 2 селища (Домузли, Нововасилівка) та 18 сіл Бесідівка, Воскресенка, Ганнівка, Ганно-Опанлинка, Громівка, Іванівка, Калинівка, Маківка, Мар'янівка, Миколаївка, Новомиколаївка, Новоолександрівка, Новоспаське, Оріхівка, Південне, Прудентове, Розівка, Федорівка.